# 孙

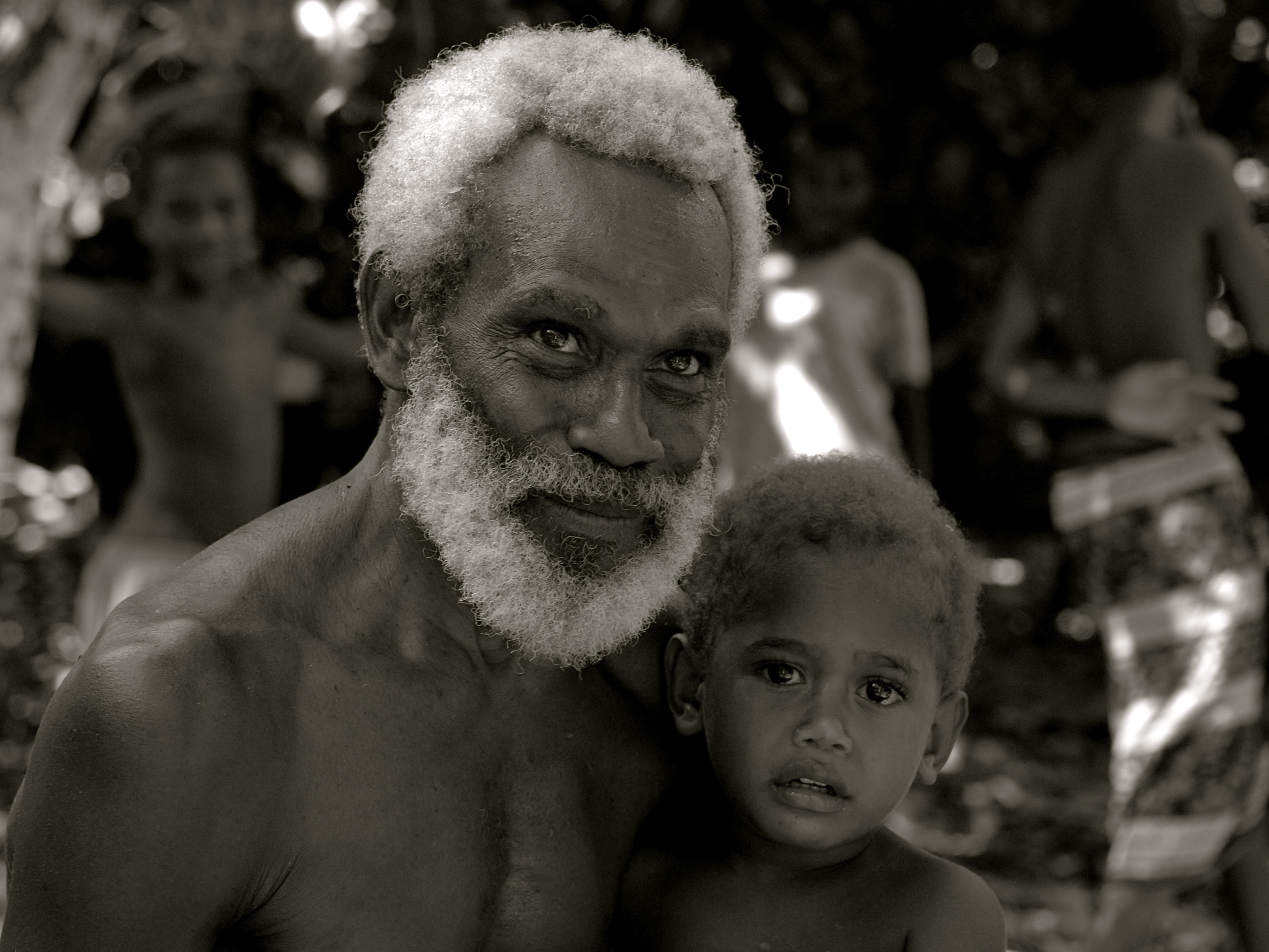
一位老人與他的孫子。攝於巴布亞紐幾內亞東新不列顛省。

孫是指子女的子女，男性稱孫兒或孫子，女性稱孫女。在父系社會，兒子的子女稱為「內孫」或者「孫」，女兒的子女稱為「外孫」。而自己的孫或外孫就稱自己為祖父母或外祖父母。另外，臺語裡又常把愛孫稱為「金孫」。
在東亞傳統的一夫多妻家庭中，嫡子與正妻所生之子女為嫡孫，庶子的子女或嫡子之庶子女則稱為庶孫。而東亞文化傳統上以嫡長繼承制為主，因此長孫往往特別受祖父母疼愛。
一些比自己低兩輩的親屬也稱為孫，如兄弟的孫稱為姪孫，男性稱姊妹的孫為外甥孫，女性稱姊妹的孫為姨甥孫。
孫有時泛指後代，如「皇孫」可以泛指所有皇室後裔，不一定指當朝皇帝的孫。

## 後代
孫的後代並沒有單一的專有名詞，都均以「～孫」來稱呼。如果到達孫的第八代，則連特別的稱謂都沒有，以「耳孫之子」稱呼，如此類推。
| 從自己算起代數 | 孫之世代     | 名稱                                                            |
| 第一代         | （不適用）   | （自己）                                                        |
| 第二代         | （不適用）   | （子／女）                                                      |
| 第三代         | 第一代       | 孫                                                              |
| 第四代         | 第二代       | 曾孫                                                            |
| 第五代         | 第三代       | 玄孫                                                            |
| 第六代         | 第四代       | 來孫                                                            |
| 第七代         | 第五代       | 晜孫、昆孫                                                      |
| 第八代         | 第六代       | 仍孫                                                            |
| 第九代         | 第七代       | 雲孫                                                            |
| 第十代         | 第八代       | 耳孫                                                            |
| 第十一代或以後 | 第九代或以後 | （無特別稱謂，多數以「耳孫之～」或「～世/代孫」來稱呼）皆稱裔孫 |

## 衍生含义
在中文语境中，“孙子”有时被用于辱骂他人，暗指骂人者是被骂者的祖辈。另有“装孙子”之说法，指因有事相求而阿谀谄媚别人，如同对方是自己的祖父母一样。